# Sông Geum
Sông Geum nằm tại phía tây Hàn Quốc. Dòng sông khởi nguồn từ Jangsu-eup thuộc tỉnh Jeolla Bắc. Sông chảy về phía bắc qua địa phận hai tỉnh Jeolla Bắc và Chungcheong Bắc rồi sau đó đổi hướng  tại vùng lân cận Đại đô thị Daejeon và chảy về phía tây nam sang tỉnh Chungcheong Nam trước khi đổ vào Hoàng Hải gần thành phố Gunsan.
Dòng sông có chiều dài 401 kilômét (249 mi), và là sông dài thứ ba tại Hàn Quốc. Diện tích lưu vực sông Geum là 9.859 kilômét vuông (3.807 dặm vuông Anh). Phần thượng nguồn của sông chảy chậm qua các phần của dãy núi Noryeong với đặc trưng là dòng chảy khúc khuỷu. Ở trung du và hạ du, dòng sông dần dần ít uốn lượn hơn.
Các chi lưu của sông Geum gồm có Gap-cheon, Yugu-cheon, Miho-cheon, Unsan-cheon, Seokseong-cheon, và Nonsan-cheon [cheon nghĩa là "xuyên" (sông)]. Một số vùng đồng bằng phù sa nhỏ bao gồm cả đồng bằng Honam và Nonsan được hình thành bởi dòng chảy của sông Geum cùng các chi lưu của nó.

## Lịch sử và văn hóa
Trong khu vực huyện Buyeo, sông được gọi với tên Baengma-gang (Bạch Mã giang). Nhiều thầ thoại liên hệ vương quốc cổ Bách Tế với Baengma. Sông Baengma là chủ đề của một bài hát truyền thống sin minyo được nhiều người dân Hàn Quốc biết đến là Kkumkkuneun Baengma-gang (꿈꾸는 백마강, "Giấc mộng Baengma-gang").
Sông Geum cùng các chi lưu là trung gian của việc tiếp xúc văn hóa thời tiền sử thời kỳ đồ gốm Vô Văn (Mumun) và đến thời Tam Quốc Triều Tiên, sông có chức năng là một tuyến giao thương bắt đầu từ bờ biển phía tây và thâm nhập sâu vào vùng nội địa của bán đảo. Một thời kỳ đồ đồng hưng thịnh đã tồn tại ở khu vực này từ khoảng 850 TCN- 100 CN. Các bằng chứng khảo cổ đã chứng minh rằng một vài trong số các xã hội liên hợp đầu tiên ở miền nam Triều Tiên đã hưng thịnh trong một thời gian ngắn tại các thung lũng tạo bởi các chi lưu của sông.
Bồn địa sông Geum bao gồm các khu vực của một số thủ lĩnh Mã Hàn, và tạo thành trung tâm ban đầu của vương quốc Bách Tế như Ungjin (475-525 CN) và Sabi (525-660 CN), chúng nằm dọc theo phần có tên Baengma của sông.

## Kinh tế
Các đập được xây tại trung lưu và thượng lưu của sông Geum để cung cấp nước một cách thuận lợi cho nông nghiệp và công nghiệp. Chúng gồm có đập Daecheong và đập Yongdam. Đại đô thị Daejeon cùng các nông trại và các ngành công nghiệp của tỉnh of Chungcheong Nam phụ thuộc rất nhiều vào sông Geum cùng các chi lưu.
Các đồng bằng phù sa tạo thành bởi sông Geum và các chi lưu là những nơi sản xuất nông nghiệp quan trọng tại Hàn Quốc.